# Алгоритм Баума — Велша
Алгоритм Баума — Велша используется в информатике и статистике для нахождения неизвестных параметров скрытой марковской модели (HMM). Он использует алгоритм прямого-обратного хода и является частным случаем обобщённого EM-алгоритма.

## Алгоритм Баума — Велша оценки скрытой модели Маркова
Скрытая модель Маркова — это вероятностная модель множества случайных переменных {\displaystyle \{Y_{1},\;\ldots ,\;Y_{t},\;Q_{1},\;\ldots ,\;Q_{t}\}}. Переменные {\displaystyle Y_{t}} — известные дискретные наблюдения, а {\displaystyle Q_{t}} — «скрытые» дискретные величины. В рамках скрытой модели Маркова есть два независимых утверждения, обеспечивающих сходимость данного алгоритма:
1. {\displaystyle t}-я скрытая переменная при известной {\displaystyle (t-1)}-ой переменной независима от всех предыдущих {\displaystyle (t-1)} переменных, то есть {\displaystyle P(Q_{t}\mid Q_{t-1},\;Y_{t-1},\;\ldots ,\;Q_{1},\;Y_{1})=P(Q_{t}\mid Q_{t-1})};
2. {\displaystyle t}-е известное наблюдение зависит только от {\displaystyle t}-го состояния, то есть не зависит от времени, {\displaystyle P(Y_{t}\mid Q_{t},\;Q_{t-1},\;Y_{t-1},\;\ldots ,\;Q_{1},\;Y_{1})=P(Y_{t}\mid Q_{t})}.

Далее будет предложен алгоритм «предположений и максимизаций» для поиска максимальной вероятностной оценки параметров скрытой модели Маркова при заданном наборе наблюдений. Этот алгоритм также известен как алгоритм Баума — Велша.
{\displaystyle Q_{t}} — это дискретная случайная переменная, принимающая одно из {\displaystyle N} значений {\displaystyle (1\ldots N)}. Будем полагать, что данная модель Маркова, определённая как {\displaystyle P(Q_{t}\mid Q_{t-1})}, однородна по времени, то есть независима от {\displaystyle t}. Тогда можно задать {\displaystyle P(Q_{t}\mid Q_{t-1})} как независящую от времени стохастическую матрицу перемещений {\displaystyle A=\{a_{ij}\}=p(Q_{t}=j\mid Q_{t-1}=i)}. Вероятности состояний в момент времени {\displaystyle t=1} определяется начальным распределением {\displaystyle \pi _{i}=P(Q_{1}=i)}.
Будем считать, что мы в состоянии {\displaystyle j} в момент времени {\displaystyle t}, если {\displaystyle Q_{t}=j}. Последовательность состояний выражается как {\displaystyle q=(q_{1},\;\ldots ,\;q_{T})}, где {\displaystyle q_{t}\in \{1\ldots N\}} является состоянием в момент {\displaystyle t}.
Наблюдение {\displaystyle Y_{t}} в момент времени {\displaystyle t} может иметь одно из {\displaystyle L} возможных значений, {\displaystyle y_{t}\in \{o_{1},\;\ldots ,\;o_{L}\}}. Вероятность заданного вектора наблюдений в момент времени {\displaystyle t} для состояния {\displaystyle j} определяется как {\displaystyle b_{j}(o_{i})=P(Y_{t}=o_{i}\mid Q_{t}=j)} ({\displaystyle B=\{b_{ij}\}} — это матрица {\displaystyle L} на {\displaystyle N}). Последовательность наблюдений {\displaystyle y} выражается как {\displaystyle y=(y_{1},\;\ldots ,\;y_{T})}.
Следовательно, мы можем описать скрытую модель Маркова с помощью {\displaystyle \lambda =(A\;,B,\;\pi )}. При заданном векторе наблюдений {\displaystyle y} алгоритм Баума — Велша находит {\displaystyle \lambda ^{*}=arg\max _{\lambda }P(y\mid \lambda )}. {\displaystyle \lambda ^{*}} максимизирует вероятность наблюдений {\displaystyle y}.

## Алгоритм
Исходные данные: {\displaystyle \lambda =(A,\;B,\;\pi )} со случайными начальными условиями.
Алгоритм итеративно обновляет параметр {\displaystyle \lambda } до схождения в одной точке.

### Прямая процедура
Обозначим через {\displaystyle \alpha _{i}(t)=p(Y_{1}=y_{1},\;\ldots ,\;Y_{t}=y_{t},\;Q_{t}=i\mid \lambda )} вероятность появления заданной последовательности {\displaystyle y_{1},\;\ldots ,\;y_{t}} для состояния {\displaystyle i} в момент времени {\displaystyle t}.
{\displaystyle \alpha _{i}(t)} можно вычислить рекурсивно:
1. {\displaystyle \alpha _{i}(1)=\pi _{i}\cdot b_{i}(y_{1});}
2. {\displaystyle \alpha _{j}(t+1)=b_{j}(y_{t+1})\sum _{i=1}^{N}{\alpha _{i}(t)\cdot a_{ij}}.}

### Обратная процедура
Данная процедура позволяет вычислить {\displaystyle \beta _{i}(t)=p(Y_{t+1}=y_{t+1},\ldots ,Y_{T}=y_{T}\mid Q_{t}=i,\lambda )} вероятность конечной заданной последовательности {\displaystyle y_{t+1},\;\ldots ,\;y_{T}} при условии, что мы начали из исходного состояния {\displaystyle i}, в момент времени {\displaystyle t}.
Можно вычислить {\displaystyle \beta _{i}(t)}:
1. {\displaystyle \beta _{i}(T)=p(Y_{T}=y_{T}\mid Q_{t}=i,\lambda )=1;}
2. {\displaystyle \beta _{i}(t)=\sum _{j=1}^{N}{\beta _{j}(t+1)a_{ij}b_{j}(y_{t+1})}.}

Используя {\displaystyle \alpha } и {\displaystyle \beta } можно вычислить следующие значения:
- {\displaystyle \gamma _{i}(t)\equiv p(Q_{t}=i\mid y,\;\lambda )={\frac {\alpha _{i}(t)\beta _{i}(t)}{\displaystyle \sum _{j=1}^{N}\alpha _{j}(t)\beta _{j}(t)}},}
- {\displaystyle \xi _{ij}(t)\equiv p(Q_{t}=i,\;Q_{t+1}=j\mid y,\;\lambda )={\frac {\alpha _{i}(t)a_{ij}\beta _{j}(t+1)b_{j}(y_{t+1})}{\displaystyle \sum _{i=1}^{N}\displaystyle \sum _{j=1}^{N}\alpha _{i}(t)a_{ij}\beta _{j}(t+1)b_{j}(y_{t+1})}}.}

Имея {\displaystyle \gamma } и {\displaystyle \xi }, можно вычислить новые значения параметров модели:
- {\displaystyle {\bar {\pi }}_{i}=\gamma _{i}(1),}
- {\displaystyle {\bar {a}}_{ij}={\frac {\displaystyle \sum _{t=1}^{T-1}\xi _{ij}(t)}{\displaystyle \sum _{t=1}^{T-1}\gamma _{i}(t)}},}
- {\displaystyle {\bar {b}}_{i}(o_{k})={\frac {\displaystyle \sum _{t=1}^{T}\delta _{y_{t},\;o_{k}}\gamma _{i}(t)}{\displaystyle \sum _{t=1}^{T}\gamma _{i}(t)}}.},

где
{\displaystyle \delta _{y_{t},\;o_{k}}={\begin{cases}1&{\text{если }}y_{t}=o_{k},\\0&{\text{иначе}}\end{cases}}}
индикативная функция, и {\displaystyle b_{i}^{*}(o_{k})} ожидаемое количество значений наблюдаемой величины, равных {\displaystyle o_{k}} в состоянии {\displaystyle i} к общему количеству состояний {\displaystyle i}.
Используя новые значения {\displaystyle A}, {\displaystyle B} и {\displaystyle \pi }, итерации продолжаются до схождения.